# Annie Parisse
Pour les articles homonymes, voir Parisse.
Annie Parisse, de son vrai nom Anne Marie Cancelmi, est une actrice américaine née le 31 juillet 1975 à Anchorage (Alaska).

## Biographie
Elle est née à Anchorage en Alaska. Elle est la fille de Louis et Annette Cancelmi. Son père a des origines italiennes, polonaises et slovaques tandis que sa mère est d'origine italienne, libanaise et syrienne.
Elle a grandi à Mercer Island, Comté de King Washington.
Elle a deux frères Louis Cancelmi et Michael Cancelmi. Elle a étudié au Fordham University.
Son frère Louis est marié à Elisabeth Waterston.

### Vie privée
Elle se marie avec Paul Sparks. Ils ont un fils, Emmett né en 2009.

## Filmographie

### Cinéma

#### Longs métrages
- 1999 : On the Q.T. d'Yale Strom : Wendy
- 2003 : Comment se faire larguer en dix leçons (How to Lose a Guy in 10 Days) de Donald Petrie : Jeannie Ashcroft
- 2004 : Benjamin Gates et le Trésor des Templiers (National Treasure) de Jon Turteltaub : Agent Dawes
- 2005 : Sa mère ou moi ! (Monster-in-Law) de Robert Luketic : Morgan
- 2005 : Petites confidences (à ma psy) (Prime) de Ben Younger : Katherine
- 2007 : Blackbird d'Adam Rapp : Angie
- 2008 : Un jour, peut-être (Definitely, Maybe) d'Adam Brooks : Anne
- 2008 : Panique à Hollywood (What Just Happened?) de Barry Levinson : Une actrice
- 2009 : Tickling Leo de Jeremy Davidson : Delphina Adams
- 2010 : My Own Love Song d'Olivier Dahan : Nora
- 2010 : The Tested de Russell Costanzo : Lisa Varone
- 2012 : The Amazing Spider-Man de Marc Webb : Martha Connors
- 2012 : Recherche Bad Boys désespérément (One for the Money) de Julie Anne Robinson : Mary-Lou
- 2012 : Price Check de Michael Walker : Sara Cozy
- 2014 : Ainsi va la vie (And So It Goes) de Rob Reiner : Kate
- 2014 : Wild Canaries de Lawrence Michael Levine : Eleanor
- 2015 : Anesthesia de Tim Blake Nelson : Rachel
- 2021 : Giving Birth to a Butterfly de Theodore Schaefer : Diana

#### Courts métrages
- 2008 : Bubble-Rama de K. Smith : Darcy
- 2014 : Wallace d'Ian McCulloch : Beatrice
- 2020 : Margo & Perry de Becca Roth : Courtney

### Télévision

#### Séries télévisées
- 1998 - 2002 : As the World Turns : Julia Lindsey
- 2001 : Big Apple : Geena
- 2002 : New York 911 : Infirmière Tammy Sizemore
- 2002 : New York, police judiciaire : Jasmine Blake
- 2003 : Friends : Sarah
- 2005 - 2006 : New York, police judiciaire (Law and Order) : Alexandra Borgia
- 2010 : L'enfer du Pacifique (The Pacific) : Lena Basilone
- 2010 : The Big C : Daphne
- 2010 : Fringe : Teresa Rusk
- 2010 : Rubicon : Andy
- 2011 : Unforgettable : Elaine Marguilies
- 2011 - 2016 : Person of Interest : Kara Stanton
- 2013 : Following (The Following) : Agent Debra Parker
- 2015 : House of Cards : Suzie
- 2016 : Vinyl : Andrea Zito
- 2017 - 2019 : Des amis d'université (Friends from College) : Sam
- 2018 : The Looming Tower : Liz
- 2018 : The First : Ellen Dawes
- 2020 : Mrs. America : Midge Costanza
- 2020 : Robot Chicken : Carol (voix)

#### Téléfilm
- 2018 : Paterno de Barry Levinson : Mary Kay Paterno